# Municipio de Green Valley (Minnesota)
El municipio de Green Valley (en inglés: Green Valley Township) es un municipio ubicado en el condado de Becker en el estado estadounidense de Minnesota. En el año 2010 tenía una población de 376 habitantes y una densidad poblacional de 4,04 personas por km².

## Geografía
El municipio de Green Valley se encuentra ubicado en las coordenadas 46°50′40″N 95°14′2″O / 46.84444, -95.23389. Según la Oficina del Censo de los Estados Unidos, el municipio tiene una superficie total de 93.12 km², de la cual 91,81 km² corresponden a tierra firme y (1,4 %) 1,3 km² es agua.

## Demografía
Según el censo de 2010, había 376 personas residiendo en el municipio de Green Valley. La densidad de población era de 4,04 hab./km². De los 376 habitantes, el municipio de Green Valley estaba compuesto por el 96,81 % blancos, el 0,53 % eran afroamericanos, el 1,06 % eran amerindios y el 1,6 % eran de una mezcla de razas. Del total de la población el 1,06 % eran hispanos o latinos de cualquier raza.